# 합성항원백신
합성 백신(또는 합성항원백신, synthetic antigen vaccine) 또는 유전자(단백질) 재조합 백신은 주로 합성 펩타이드, 탄수화물 또는 특히 항원으로 구성된 백신(vaccine)이다. 일반적으로 박테리아 배양에서 얻은 백신보다 더 안전할 것으로 지지할 수 있는 역사적으로 검증된 데이타 및 기술적 효율성을 구현한 생산 이점을 보유하고 있다. 따라서 합성 항원 백신을 만드는 것은 생산 속도를 높일 수 있다. 이것은 전염병이 발생했을 때 특히 중요한 요소로 작용한다.

## 역사
세계 최초의 합성 백신은 1982년 파스퇴르 연구소의 과학자 루이스 체디드(Louis Chedid)와 바이츠만 과학 연구소(Weizmann Institute)의 마이클 셀라(Michael Sela-)에 의해 디프테리아 독소로 만들어졌다고 알려져있다.
1986년 마누엘 엘킨 파타로요(Manuel Elkin Patarroyo)박사는 말라리아를 위한 합성 백신의 첫 번째 버전인 SPf66을 만들었다.
2009년 H1N1 발병 기간 동안 백신은 인간 감염이 최고조에 달한 이후에 대량으로 제공되었다. 이것은 예방 접종 회사의 경험적 학습에서의 기술적 구현이다. 노바티스 인터내셔널 AG(Novartis International AG)는 다른 회사들과 함께 유행성 발병 초기에 예방 접종을 할 수 있도록 시퀀스 데이터에서 백신 바이러스를 매우 빠르게 생성하는 합성 접근법을 개발했다. 노바티스(Novartis)의 바이러스 백신 연구 리더인 필립 도마타이저(Philip Dormatizer)는 '바이러스 게놈을 화학적으로 합성하고 조직 배양 세포에서 성장시키는 방법을 개발했습니다'라고 이를 언급한바있다.
아밀로이드 베타를 표적으로 하는 합성 펩타이드 백신인 UB-311의 1상 데이터는 이 약물이 고령 환자의 항체 수준 감소 없이 특정 아밀로이드 베타 올리고머 및 피브릴에 대한 항체를 생성할 수 있음을 보여주었다. 2상 시험의 결과는 2018년 하반기에 나올 것으로 예상된다.

## 같이 보기
- 단백질 재조합 기술